# Communauté de communes Chavanon Combrailles et Volcans
Die Communauté de communes Chavanon Combrailles et Volcans ist ein französischer Gemeindeverband mit der Rechtsform einer Communauté de communes in Département Puy-de-Dôme in der Region Auvergne-Rhône-Alpes. Sie wurde am 13. Dezember 2016 gegründet und umfasst 36 Gemeinden. Der Verwaltungssitz befindet sich im Ort Pontaumur.

## Historische Entwicklung
Der Gemeindeverband entstand mit Wirkung vom 1. Januar 2017 durch die Fusion der Vorgängerorganisationen  
- Communauté de communes de Haute Combraille,
- Communauté de communes Pontgibaud Sioule et Volcans und
- Communauté de communes de Sioulet Chavanon.

## Mitgliedsgemeinden
| Gemeinde                                               | Einwohner 1. Januar 2022 | Fläche km² | Dichte Einw./km² | Code INSEE | Postleitzahl |
| ------------------------------------------------------ | ------------------------ | ---------- | ---------------- | ---------- | ------------ |
| Bourg-Lastic                                           | 873                      | 40,46      | 22               | 63048      | 63760        |
| Briffons                                               | 265                      | 40,32      | 7                | 63053      | 63820        |
| Bromont-Lamothe                                        | 1.016                    | 38,07      | 27               | 63055      | 63230        |
| Chapdes-Beaufort                                       | 1.139                    | 31,79      | 36               | 63085      | 63230        |
| Cisternes-la-Forêt                                     | 450                      | 33,58      | 13               | 63110      | 63740        |
| Combrailles                                            | 213                      | 20,61      | 10               | 63115      | 63380        |
| Condat-en-Combraille                                   | 412                      | 45,74      | 9                | 63118      | 63380        |
| Fernoël                                                | 136                      | 14,43      | 9                | 63159      | 63620        |
| Giat                                                   | 791                      | 47,95      | 16               | 63165      | 63620        |
| Herment                                                | 264                      | 9,57       | 28               | 63175      | 63470        |
| La Celle                                               | 80                       | 15,85      | 5                | 63064      | 63620        |
| La Goutelle                                            | 615                      | 24,25      | 25               | 63170      | 63230        |
| Landogne                                               | 223                      | 17,37      | 13               | 63186      | 63380        |
| Lastic                                                 | 99                       | 17,31      | 6                | 63191      | 63760        |
| Messeix                                                | 1.006                    | 39,32      | 26               | 63225      | 63750        |
| Miremont                                               | 295                      | 36,79      | 8                | 63228      | 63380        |
| Montel-de-Gelat                                        | 417                      | 25,02      | 17               | 63237      | 63380        |
| Montfermy                                              | 226                      | 14,25      | 16               | 63238      | 63230        |
| Pontaumur                                              | 659                      | 13,81      | 48               | 63283      | 63380        |
| Pontgibaud                                             | 715                      | 4,59       | 156              | 63285      | 63230        |
| Prondines                                              | 273                      | 30,91      | 9                | 63289      | 63470        |
| Puy-Saint-Gulmier                                      | 138                      | 20,19      | 7                | 63292      | 63470        |
| Saint-Avit                                             | 205                      | 19,47      | 11               | 63320      | 63380        |
| Saint-Étienne-des-Champs                               | 126                      | 23,74      | 5                | 63339      | 63380        |
| Saint-Germain-près-Herment                             | 62                       | 16,82      | 4                | 63351      | 63470        |
| Saint-Hilaire-les-Monges                               | 84                       | 10,70      | 8                | 63359      | 63380        |
| Saint-Jacques-d’Ambur                                  | 291                      | 20,40      | 14               | 63363      | 63230        |
| Saint-Pierre-le-Chastel                                | 453                      | 17,45      | 26               | 63385      | 63230        |
| Saint-Sulpice                                          | 85                       | 18,22      | 5                | 63399      | 63760        |
| Sauvagnat                                              | 145                      | 24,13      | 6                | 63410      | 63470        |
| Savennes                                               | 96                       | 16,81      | 6                | 63416      | 63750        |
| Tortebesse                                             | 79                       | 11,64      | 7                | 63433      | 63470        |
| Tralaigues                                             | 77                       | 5,11       | 15               | 63436      | 63380        |
| Verneugheol                                            | 227                      | 34,14      | 7                | 63450      | 63470        |
| Villossanges                                           | 365                      | 32,80      | 11               | 63460      | 63380        |
| Voingt                                                 | 57                       | 6,48       | 9                | 63467      | 63620        |
| Communauté de communes Chavanon Combrailles et Volcans | 12.657                   | 840,09     | 15               | –          | –            |